# Giuseppe Bottai

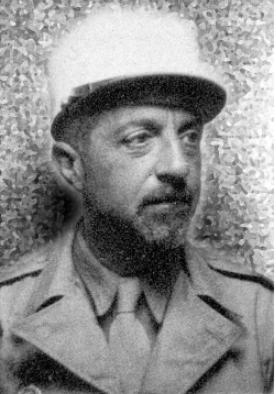
Foto de 1943.

Giuseppe Bottai (Roma, 3 de septiembre de 1895-9 de enero de 1959) fue un político italiano y ministro durante el régimen fascista de Benito Mussolini.

## Biografía
Bottai nació en Roma en 1895 de una familia de Toscana. Tras combatir en la Primera Guerra Mundial, acabada la contienda fue activo en el Movimiento Futurista y se unió en 1919 al fascismo tras un encuentro con Benito Mussolini. Bottai colaboró con la fundación del movimiento fascista en Roma y dirige a los militantes fascistas más belicosos, veteranos de guerra llamados arditi que luego serían el núcleo de las camisas negras. 
En 1922 Bottai es uno de los líderes de la Marcha sobre Roma. Siendo graduado en leyes, ocupa un escaño en la Cámara de Diputados convirtiéndose en uno de los principales políticos de Italia y fundando la revista Critica Fascista, luego sería designado director de Il Popolo d´Italia, el periódico oficial del régimen.

### Carrera ministerial
De 1926 a 1929 Bottai es subsecretario del Ministerio de las Corporaciones, creado por Mussolini. En 1929 pasa a ser el ministro de dicha cartera hasta el 1932. Entonces obtiene la cátedra de derecho corporativo en la Universidad La Sapienza de Roma.
De 1932 a 1935 asume la presidencia del Instituto Nacional para el Seguro Social, participando activamente en la administración pública italiana y organizándola según los modelos fascistas.
En 1935 es nombrado alcalde de Roma y en mayo de 1936 ocupa durante menos de un mes el puesto de gobernador de Addis Abeba, la capital etíope recién tomada por las tropas italianas en la invasión de Abisinia, pero pronto Bottai es llamado de nuevo a servir en Italia como ministro para la Educación —desde donde trabajó para depurar completamente a los judíos del cuerpo docente—, cargo que ejercerá hasta febrero de 1943. 

### Oposición a Mussolini
Durante los meses iniciales de 1943 Bottai había expresado dudas sobre la marcha de la Segunda Guerra Mundial y la participación de Italia como aliada del Tercer Reich. Así, cuando el 25 de julio de 1943 el jerarca Dino Grandi propone en el Gran Consejo Fascista una moción para destituir a Mussolini, Bottai vota a favor de la propuesta. Tras la entrada de la Wehrmacht en Italia y la formación de la RSI, Bottai huye a las regiones del sur italiano ocupadas por los aliados occidentales, siendo condenado a muerte en ausencia por los tribunales fascistas de la RSI.
Los aliados exigen a Bottai unirse a una unidad combatiente para evitar el encarcelamiento y este se une a la Legión Extranjera Francesa, donde permanece activo hasta 1948, cuando retorna a Italia tras lograr acogerse a una amnistía dictada el año anterior. De vuelta en su país, Bottai vuelve al periodismo pero se aparta de la política, muriendo en su natal Roma en 1959.